# Sächsische Wanderbücher
Die Sächsischen Wanderbücher sind eine Schriftenreihe, die nach einer Idee und überwiegend unter Leitung von Paul Adolf Wagner in Dresden herausgegeben wurden. Sie erschienen zwischen 1921 und 1937. Es entstanden insgesamt 18 Themenbücher, die sich einzelnen landschaftlichen Regionen in Sachsen widmen. An ihrer Erarbeitung wirkten 128 Autoren mit. Die Taschenbücher kamen mit dem Format von etwa 19 × 13 cm in den Buchhandel.

## Verlage
Die Drucklegung der Reihe begann mit einem Verlag in Wachwitz, das heute ein Stadtteil von Dresden ist.
- Dresden-Wachwitz, Wittig & Schobloch
- Dresden-Wachwitz, v. Kommerstädt & Schobloch
- Dresden, C. Heinrich, seit 1934

## Inhalt
Paul Adolf Wagner war es zu Beginn der 1920er Jahre gelungen, einen Kreis sächsischer Erdkundelehrer als Redaktionsgruppe für sein anspruchsvolles Projekt zur Vermittlung naturkundlich-historischer Kenntnisse in der Bevölkerung zu versammeln.
Im Stil eines Wanderführers werden von den Sächsischen Wanderbüchern naturkundliche und bauliche Sehenswürdigkeiten mit umfassenden Bezügen zu ihrer Geschichte in Form einer heimatkundlichen Bestandsaufnahme dargestellt. Im Vordergrund der Beiträge standen erdgeschichtliche und landschaftsgeographische Sichtweisen. In den 1930er Jahren enthielten die Bände auch wirtschaftsgeographische Themen.
Untertitel waren:
- Ein Führer zur Kenntnis der Heimat für die Schule und für alle Naturfreunde,
- Ein Führer zur Kenntnis der Heimat für alle Natur- und Wanderfreunde und für die Schule,
- Ein Führer zum Verständnis des Werdens heimatlicher Landschaft.

Die in den 1930er Jahren erschienenen Bände erhielten eine Nummerierung.

## Die erschienenen Bände
- Dresdner Wanderbuch. 1. Teil Grundlegende Wanderungen. Verlag Wittig&Knobloch, Dresden 1921, 132 Seiten, ill.[6]
- Dresdner Wanderbuch. II. Teil. 1922[7]
- Rings um Dresden in 15 Tagen. Ein Grundriß der heimischen Landschaftskunde. Verlag Wittig&Knobloch, Dresden 1923, 174 Seiten, ill. (Link zum Digitalisat in der Sächsischen Staats- und Universitätsbibliothek Dresden)
- Lausitzer Wanderbuch, I. Teil. 1922 (Hrsg. Hans Stübler)
- Wanderbuch für das östliche Erzgebirge. 1923
- Rund um Leipzig. 1924 (Hrsg. Kurt Krause)
- Wanderbuch für das Zwickauer Land. I. Nördlicher Teil. 1924 (Hrsg. Kurt Eismann)
- Wanderbuch für das Westliche Erzgebirge und die angrenzenden Teile des Vogtlands. II. Teil des Wanderbuches für das Zwickauer Land. 1924 (Hrsg. Kurt Eismann)
- Chemnitzer Wanderbuch. I. Teil (Erzgebirgisches Becken und Mittelsächsisches Bergland). 1924
- Chemnitzer Wanderbuch. II. Teil. Niederes Erzgebirge. 1925
- Sächsische Schweiz. Ein erdkundlicher Führer. 1925 (Hrsg. Johannes Rußner)
- Nordsächsisches Wanderbuch. Mittleres Nordsachsen. 1925 (Hrsg. Friedrich Prüfer)
- Dresdner Wanderbuch. I. Teil: Erste Umschau. 1934 (Bd. 1)[8]
- Dresdner Wanderbuch. II. Teil: Das Naturbild. 1934 (Bd. 2)[8]
- Dresdner Wanderbuch. III. Teil: Das Kulturbild. 1934 (Bd. 3)[8]
- Dresdner Wanderbuch. IV. Teil: Rings um Dresden in 14 Tagen. 1935, 2. Aufl. (Bd. 4)[8]
- Wanderbuch für das östliche Erzgebirge. 1934 (Bd. 5)[8]
- Wanderbuch für das obere Erzgebirge. 1935 (Bd. 6) (Link zum Digitalisat in der Staats- und Universitätsbibliothek Dresden)[8]
- Leipziger Wanderbuch. I. Teil: Die Stadt Leipzig. 1935, 2. Aufl. (Bd. 7)[8]
- Leipziger Wanderbuch. II. Teil: Die nähere Umgebung von Leipzig. 1935, 2. Aufl. (Bd. 8)[8]
- Leipziger Wanderbuch. III. Teil: Rund um Leipzig. 1935 (Bd. 9)[8]
- Vogtländisches Wanderbuch. 1937 (Bd. 10) (Link zum Digitalisat in der Staats- und Universitätsbibliothek Dresden)[8]